# Juan Mercader Riba
Juan Mercader Riba (Igualada, 1917-Igualada, 1989) fue un historiador español.

## Biografía
Nacido en 1917, estudió en la Universidad de Barcelona. Mercader, que trabajó para la Universidad de Barcelona y el Consejo Superior de Investigaciones Científicas, fue autor de obras como Barcelona durante la ocupación francesa (1808-1814) (1949), La Ordenación de Cataluña por Felipe V: La Nueva Planta, Felip V i Catalunya (1968),José Bonaparte Rey de España: 1808-1813: historia externa  del  reinado (1971) y José Bonaparte, Rey de España (1808-1813). Estructura del Estado español bonapartista (1983), entre otras. Falleció el 24 de noviembre de 1989 en su Igualada natal.